# Olympische Sommerspiele 1988/Teilnehmer (El Salvador)
| Gelbes Symbol für Goldmedaillen mit stilisierten Olympischen Ringen | Graues Symbol für Silbermedaillen mit stilisierten Olympischen Ringen | Braundes Symbol für Bronzemedaillen mit stilisierten Olympischen Ringen |
| ------------------------------------------------------------------- | --------------------------------------------------------------------- | ----------------------------------------------------------------------- |
| —                                                                   | —                                                                     | —                                                                       |

El Salvador nahm an den Olympischen Sommerspielen 1988 in Seoul, Südkorea, mit einer Delegation von sechs (fünf Männer und eine Frau) teil.

## Teilnehmer nach Sportarten

### Boxen
- Donald Martínez
Halbfliegengewicht: 9. Platz

- Frank Avelar
Federgewicht: 17. Platz

### Judo
- Fredy Torres
Leichtgewicht: 33. Platz

### Leichtathletik
- Santiago Mellado
Zehnkampf: 26. Platz

- Kriscia García
Frauen, Marathon: 58. Platz

### Ringen
- Gustavo Manzur
Leichtgewicht, griechisch-römisch: in der 2. Runde ausgeschieden
Leichtgewicht, Freistil: in der 2. Runde ausgeschieden